# Херман ван Ромпој
Херман Ашил, гроф Ван Ромпој (хол. Herman Achille, graaf Van Rompuy, ˈɦɛɾmɑn vɑn ˈɾɔmpœy̆ⓘ; Етербек, 31. октобар 1947) фламански је политичар партије Хришћански демократи и Фламанци (CD&V) и бивши председник Европског савета, први у историји Европске уније.

## Живот
Ван Ромпој је 1965. завршио је колеџ Синт-Јан Берхманс у Бриселу а дипломирао је на Католичком универзитету у Левену 1968. филозофију, а 1971. економију.
Између 1973. и 1977. био је председник омладинске организације Хришћанске народне партије која је 2001. променила име у Хришћански демократи и Фламанци, а 1978. постаје члан главног отпора странке. Од 1972. до 1975. радио је у Белгијској националној банци, да би затим постао је саветник у кабинету премијера Белгије. Ту дужност је обављао до 1978, а као саветник министра финансија ради до 1980.. Од 1980. до 1988. био је директор „Центра за политичке, економске и социјалне студије“ и предавао је до 1987. на Трговачкој вишој школи у Антверпену, а од 1982. на „Фламанској економској вишој школи у Бриселу“.
Ожењен је и има четворо деце. Његов брат је такође политичар и у Фламанском парламенту заступа исту странку. Његова сестра Тине ван Ромпој је учествовала на европским парламентарним изборима 2009. као кандидат комунистичке партије.
Ван Ромпој је од 30. децембра 2008. до 25. новембра 2009. био белгијски премијер. 19. новембра 2009. изабран је за првог председника Европског савета, а ову дужност почео је да обавља 1. децембра 2009.